# The Irish Citizen
The Irish Citizen werd opgericht in 1912 als krant van de Irish Women's Franchise League. Francis Sheehy-Skeffington was een van de oprichters, en was de redacteur samen met James H. Cousins. Hun vrouwen waren leden van de IWFL. Andere bijdragen werden geleverd door Hanna Sheehy-Skeffington, striptekenaar Ernest Kavanagh, Margaret Connery, Cissie Cahalan, en Louie Bennett. De krant werd in 1920 voor het laatst uitgegeven.